# Xian de Xianfeng
Pour les articles homonymes, voir Xianfeng (homonymie).
Le xian de Xianfeng (咸丰县 ; pinyin : Xiánfēng Xiàn) est un district administratif de la province du Hubei en Chine. Il est placé sous la juridiction de la préfecture autonome tujia et miao d'Enshi.

## Démographie
La population du district était de 353 155 habitants en 1999.